# Токари (Ленинградская область)
Токари́ (карел. Tokar’) — посёлок при станции в Подпорожском городском поселении Подпорожского района Ленинградской области.

## История
В конце XIX века Токари были частью деревни Мяги-Сельга, располагавшейся на противоположном берегу озера.

МАГИ-СЕЛЬГА (посёлки: ТОКАРИ и ПИДЬМОЗЕРО) — деревня при Гартозере, число дворов — 5, число жителей: 12 м. п., 20 ж. п.; Все карелы. Часовня православная. (1873 год)

В начале XX века посёлок при станции Токари, открытой в 1916 году, административно относился к Мятусовской волости 2-го стана Олонецкого уезда Олонецкой губернии.
С 1917 по 1919 год посёлок входил в состав Мятусовской волости Олонецкого уезда Олонецкой губернии.
С 1919 года в составе Волостно-Наволоцкого сельсовета Мятусовской волости Лодейнопольского уезда.
С 1922 года в составе Петроградской губернии.
С 1923 года в составе Подпорожской волости Ленинградской губернии.
Согласно карте Ленинградской области Северо-западного аэрогеодезического треста ГГУ издания 1932 года деревня Мягисельга насчитывала 11 крестьянских дворов. В деревне находились: часовня, почтовое отделение и мукомольная водяная мельница.
С 1927 года в составе Подпорожского района.

Деревня Мягисельга и посёлок Токари на карте РККА 1936 года

С 1 августа 1941 года по 31 мая 1944 года посёлок находился в финской оккупации.
В 1954 году население станционного посёлка Токари составляло 592 человека.
С 1963 года в составе Лодейнопольского района.
С 1965 года в составе Подпорожского района.
По данным 1966 года посёлок находился в составе Волнаволокского сельсовета с административным центром в деревне Посад.
В 1971 году посёлок Токари и деревня Мягисельга были объединены в один населённый пункт — посёлок Токари.
По данным 1973 года посёлок являлся административным центром Токарского сельсовета в который входили 6 населённых пунктов: деревни Волнаволок, Пелдожи, Пидьма, Посад, Шангостров и сам посёлок Токари.
По данным 1990 года в посёлке Токари проживали 211 человек. Посёлок являлся административным центром Токарского сельсовета в который входили 4 населённых пункта: деревни Волнаволок, Пидьма, Посад и посёлок Токари, общей численностью населения 357 человек.
В 1997 году в посёлке Токари Токарской волости проживали 147 человек, в 2002 году — 116 человек (русские — 95 %), посёлок являлся центром волости.
В 2007 году в посёлке Токари Подпорожского ГП — 66.

## География
Посёлок расположен в северной части района при железнодорожной станции Токари, участка Свирь — Петрозаводск Октябрьской железной дороги.
Посёлок находится на автодороге 41К-149 (Подпорожье — Курпово). Расстояние до административного центра поселения — 38 км.
Посёлок находится на западном берегу озера Ардозеро. К югу от посёлка находится озеро Гардозеро.

## Демография
| 2007 | 2010 | 2017 |
| ---- | ---- | ---- |
| 66   | ↘46  | ↗59  |

### Национальный состав
Согласно данным Всероссийской переписи населения 2021 года в посёлке проживали 50 человек, все русские.

## Фото

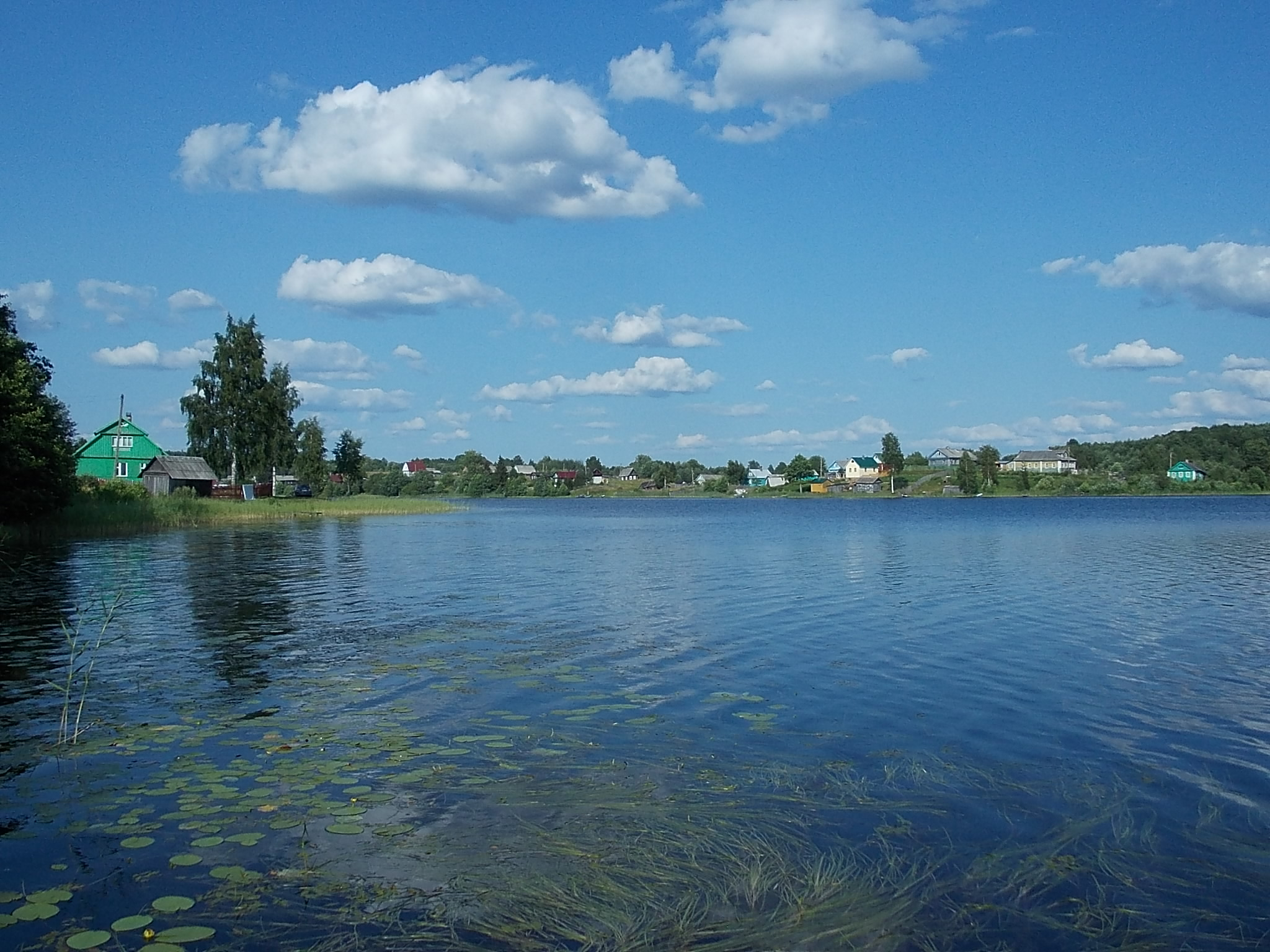
Ардозеро в п. Токари
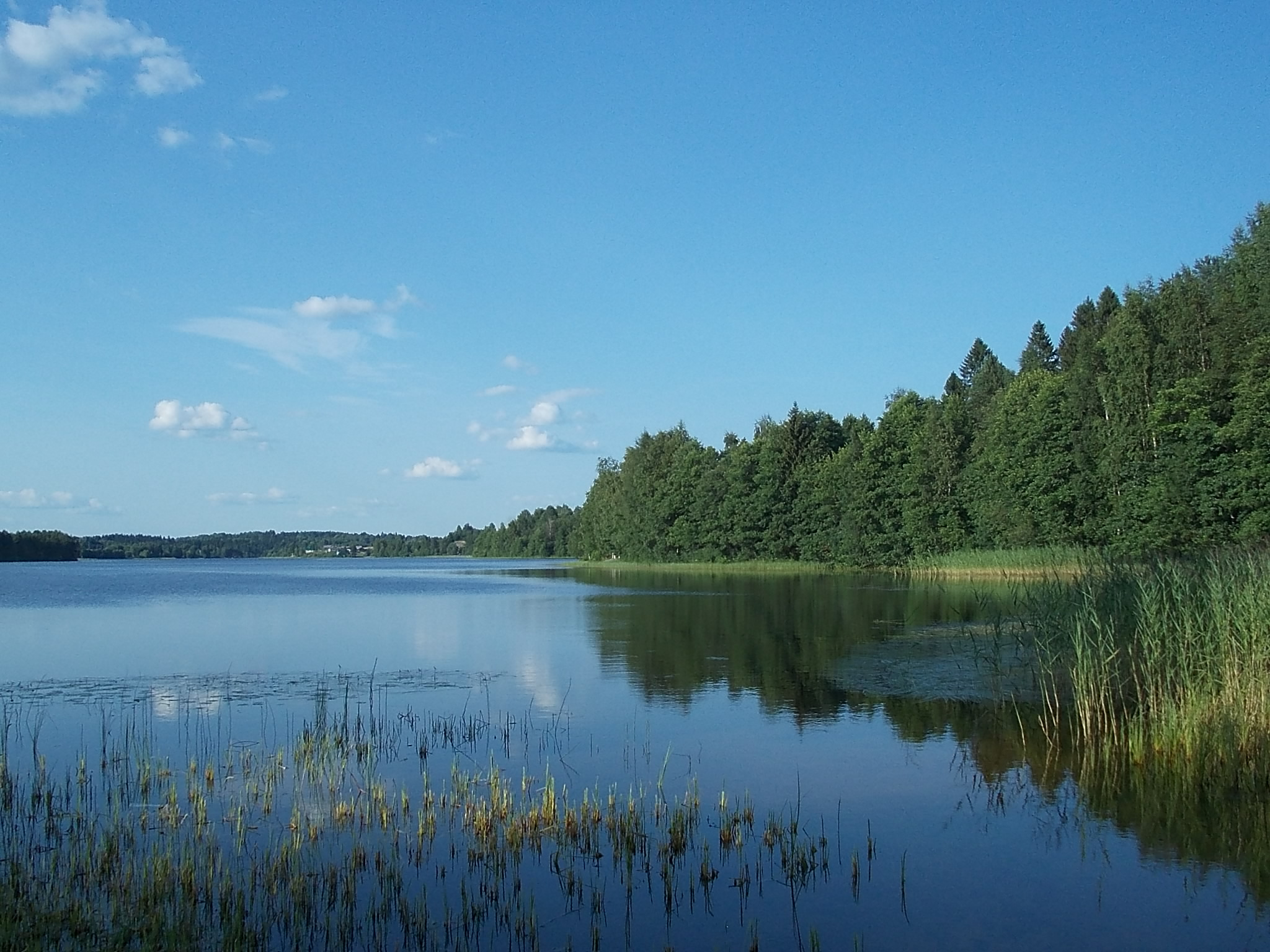
Ардозеро в п. Токари
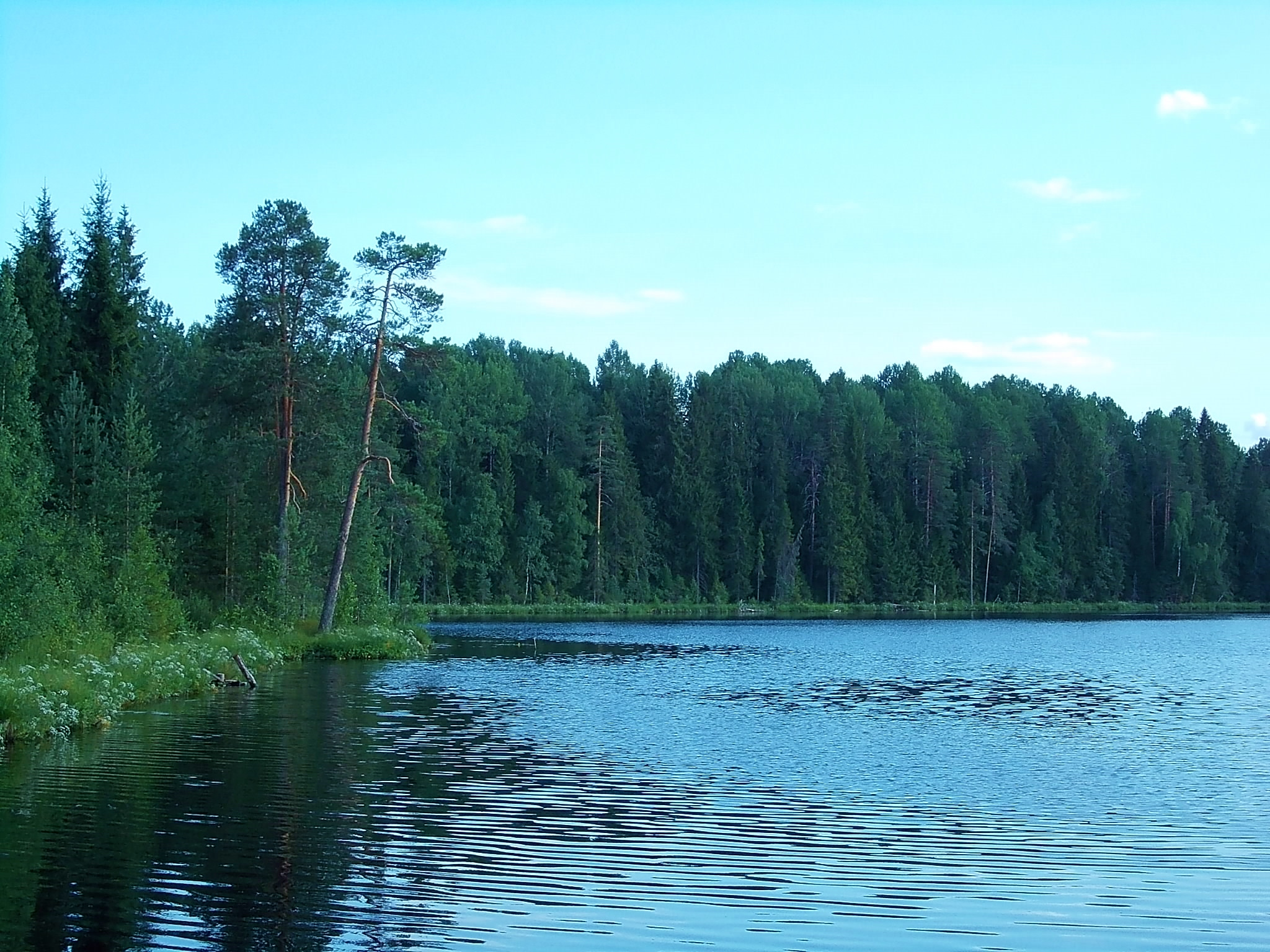
Гардозеро в п. Токари
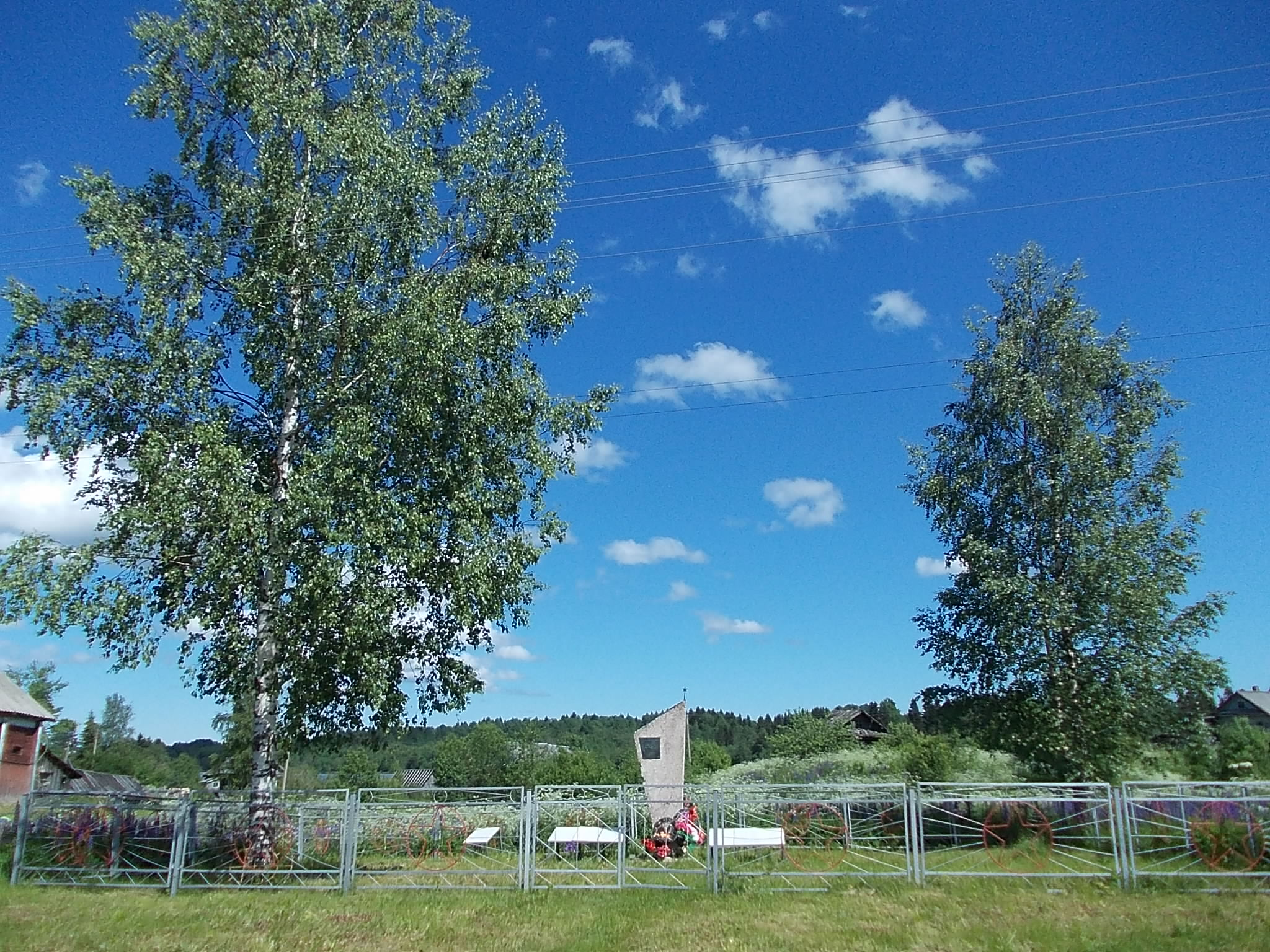
Памятник героям Второй мировой войны

## Улицы
Железнодорожная, Заозёрная, Исакова, Кордонный тупик, Лесная, Почтовая.